# Alberto Lora
Alberto Lora Ramos est un footballeur espagnol né le 25 mars 1987 à Móstoles, qui évolue au poste de milieu de terrain pour le Real Sporting de Gijón en Espagne.

## Carrière
- 1999-2006 :  Real Madrid CF
- 2006-..... :  Real Sporting de Gijón[1],[2]